# Мостищенська сільська рада (Калуський район)
| Мостищенська сільська рада — орган місцевого самоврядування у Калуському районі Івано-Франківської області з адміністративним центром у с. Мостище. Утворена 9 липня 1991 року. Водоймища на території, підпорядкованій даній раді: річки Кропивник, Форнілів. Сільській раді підпорядковані населені пункти: - с. Мостище |

## Склад ради
Рада складається з 12 депутатів та голови.

### Керівний склад ради
| ПІБ                    | Основні відомості                                                                       | Дата обрання | Дата звільнення |
| ---------------------- | --------------------------------------------------------------------------------------- | ------------ | --------------- |
| Пукіш Галина Василівна | Сільський голова, 1958 року народження, освіта, член Конгресу Українських Націоналістів | 26.03.2006   | 31.10.2010      |
| Пукіш Галина Василівна | Сільський голова, 1958 року народження, освіта, член Конгресу Українських Націоналістів | 31.10.2010   |                 |

Примітка: таблиця складена за даними джерела